# Contrato leonino
Se llama contrato leonino al contrato de sociedad en que se pacta que todas las ganancias sean para uno o algunos de los socios y todas las pérdidas para los demás. Observando los rectos principios de la equidad, está reprobado por las leyes y es nulo «ipso iure».
Toma el nombre de una conocida fábula de Fedro, en que asociado el león con varios animales para hacer una presa, al verificar el reparto de la misma se fue adjudicando por diferentes conceptos sus diversas partes, hasta quedarse el león con todo por ser el más fuerte (Libro 1, Fábula 5).